# Elías Garralda Alzugaray
Elías Garralda Alzugaray (Lesaka, 1926 - Olot,  mars 2012) est un peintre espagnol du paysage. Il a étudié à l'École des Arts à Pampelune et plus tard à Olot, où il a étudié à l'École des Beaux-Arts. Il a fait sa première exposition à Barcelone à 22 ans et est devenu un membre éminent du l’école paysagère d'Olot.
Sa spécialité était le paysage du Picos de Europa, Olot et de Navarre. Il a exposé dans plusieurs galeries à travers l'Espagne : Barcelone, Madrid, Bilbao. Sa technique était de peindre minutieusement, dans la nature.